# 1732年の相撲
1732年の相撲（1732ねんのすもう）は、1732年の相撲関係のできごとについて述べる。

## 興行
- 5月場所（京都相撲）[1]
- 5月場所（大坂相撲）[2]
  - 興行場所:大坂堀江
  - 5月26日（旧5月3日）より興行
- 6月場所（京都相撲）[1]
  - 7月22日（旧6月1日）より興行